# BMW 1系列
BMW 1系列是德國汽車製造商BMW自2004年開始生產的小型轎車。為了對抗Mercedes-Benz A-Class、 奧迪A3及大众高尔夫，BMW 1系列採用前中置引擎的設計，造就出掀背跑車50：50先天配重均衡的優勢，當時亦是同級車中唯一後輪驅動及縱向配置引擎，於2019年大改款（代號F40）後改為前驅。

## 概述
1系列這款五門掀背車在2004年上市。它取代了BMW 3系列Compact，2011年推出代號F20第二代1系列。
2011年 第二代 一系列 代號F20 目前有:
116i,116d,118i,118d 型號 車款
i stands for: fuel injection 為汽油引擎 d stands for: Diesel 為柴油引擎,德國BMW有供多種升級套件, 1系列///M空力套件, i ///M 1 德訂原廠晶片改裝+德國原廠商標(我是一系列)以提供原有數據30%提升的馬力輸出, Urban Line(城市線), 與Sport Line(運動線)等多樣化視覺產品最為年輕人喜愛.
2012年 第二代 一系列 代號F20 新增
114i,114d,120d,120i,125i,125d,///M135i
其中又以M135i的性能數據最為亮眼 並提供少量手排可供選擇.
轿跑版和敞篷版的F20，被称为宝马2系。

## 外部連結
- BMW 1系列台灣官方網站
- BMW全球官方網站（页面存档备份，存于）
- 2007 BMW 1-Series Facelift & 3door version
- （页面存档备份，存于） 2008 E82 128i/135i